# Karel Flek
Karel Flek (10. prosince 1908 Louny – srpen 1970) byl český violoncellista, tympánista a hudební skladatel.

## Život
Karel Flek byl pro své velké nadání přijat na Pražskou konzervatoř do violoncellové třídy profesorů Bedřicha Jaroše a O. Šourka na oddělení bicích nástrojů. Takřka ihned po absolutoriu konzervatoře byl přijat do Orchestru brněnského rozhlasu a stal se i pedagogem Brněnské besedy. Po ukončení druhé světové války se Karel Flek rozhodl pro návrat do Prahy. Několik let zde působil jako tympánista Symfonického orchestru Československého rozhlasu. Byl jedním ze zakladatelů Pražského komorního orchestru.
Z jeho skladeb měly největší úspěch instruktivní skladby pro klavír.

## Dílo

### Výběr
- J. A. Komenský op. 5 (kantáta, 1932)
- Píseň skřivánka pro pikolu a orchestr (1943)
- Suita pro violoncello a klavír (1956)
- Vzpomínka na Louny (pochod)

### Instruktivní skladby
- Z říše loutek op. 14
- V létě na louce op. 17